# اوتوکومپو، فنلاند
اوتوکومپو (به لاتین: Outokumpu) یک شهرک در فنلاند است که در کارلیای شمالی واقع شده‌است. این شهرک در سال ۲۰۱۷ میلادی ۷٬۰۳۰ نفر جمعیت داشته‌است.

## خواهرخوانده
شهرهای کوتلا-یاروه و شونینگن خواهرخوانده‌های اوتوکومپو هستند.